# Charbowo
Charbowo [pronunciación en polaco: /xarˈbɔvɔ/] es un pueblo ubicado en el distrito administrativo de Gmina Kłecko, dentro del Distrito de Gniezno, Voivodato de Gran Polonia, en el oeste de Polonia central. Se encuentra aproximadamente a 4 kilómetros al norte de Kłecko, a 20 kilómetros al noroeste de Gniezno, y a 45 kilómetros al noreste de la capital regional Poznań.